# Замара, Альфред
Альфред Замара (иногда передаётся как Цамара, нем. Alfred Zamara; 28 апреля 1863, Вена — 11 августа 1940, Вена) — австрийский композитор и арфист. Сын Антонио Замары.

## Биография
Учился игре на арфе у своего отца, затем изучал композицию в Венской консерватории (в том числе под руководством Антона Брукнера), в 1884—1919 гг. сам преподавал в ней. Как композитор известен, прежде всего, опереттами и комическими операми, первая из которых, «Королева Арагона» (нем. Die Königin von Aragón), появилась в 1883 году, за ней последовала наиболее популярная — «Двойник» (нем. Der Doppelgänger; 1886, либретто Виктора Леона), по поводу которого венская критика замечала, что в музыке Замары слишком много вагнеровского влияния. Оперу «Толедский ювелир» (нем. Der Goldschmied von Toledo; 1919, либретто по мотивам новеллы Э. Т. А. Гофмана «Мадемуазель де Скюдери») аранжировал из перекомпонованной музыки Жака Оффенбаха (частично — в обработках Юлиуса Штерна).
Сценические произведения Замары эпизодически ставились и публиковались и в России. В оперетте «Певец из Палермо» (нем. Der Sänger von Palermo; 1888) в 1890 г. впервые вышел на сцену как хорист юный Фёдор Шаляпин.